# Myliobatis
Genre
Myliobatis est un genre de raies de la famille des Myliobatidae.

## Description de l'espèce
Les espèces de Myliobatis peuvent atteindre une largeur d'environ 1,8 m (6 ft). Leur corps est constitué d'un disque rhomboïdal, plus large que long, avec une nageoire dorsale. La tête est large et courte, avec des yeux et des spiracles sur les côtés. La queue est fine, avec une ou deux grandes épines à la base, sans nageoire caudale.
Les dents sont disposées dans les mâchoires inférieure et supérieure en plaques plates appelées dents de trottoir, chacune étant composée d'environ sept séries de plaques, qui sont utilisées pour écraser les coquilles de palourdes et les crustacés.

## Biologie
Les espèces de Myliobatis sont ovovivipares. Leur gestation dure environ 6 mois et une femelle produit de quatre à sept embryons. Les espèces de Myliobatis se nourrissent principalement de mollusques, de crustacés vivant sur le fond et de petits poissons.

## Liste desespèces
Selon World Register of Marine Species (10 septembre 2014) :
- Myliobatis aquila  ou Mourine (Linnaeus, 1758)
- Myliobatis australis MacLeay, 1881
- Myliobatis californica Gill, 1865
- Myliobatis chilensis Philippi, 1892
- Myliobatis freminvillii Lesueur, 1824
- Myliobatis goodei Garman, 1885
- Myliobatis hamlyni Ogilby, 1911
- Myliobatis longirostris Applegate & Fitch, 1964
- Myliobatis peruvianus Garman, 1913
- Myliobatis rhombus Basilewsky, 1855
- Myliobatis tenuicaudatus Hector, 1877
- Myliobatis tobijei Bleeker, 1854

### Espèces fossiles
- † Myliobatis guyoti Rouault, 1858

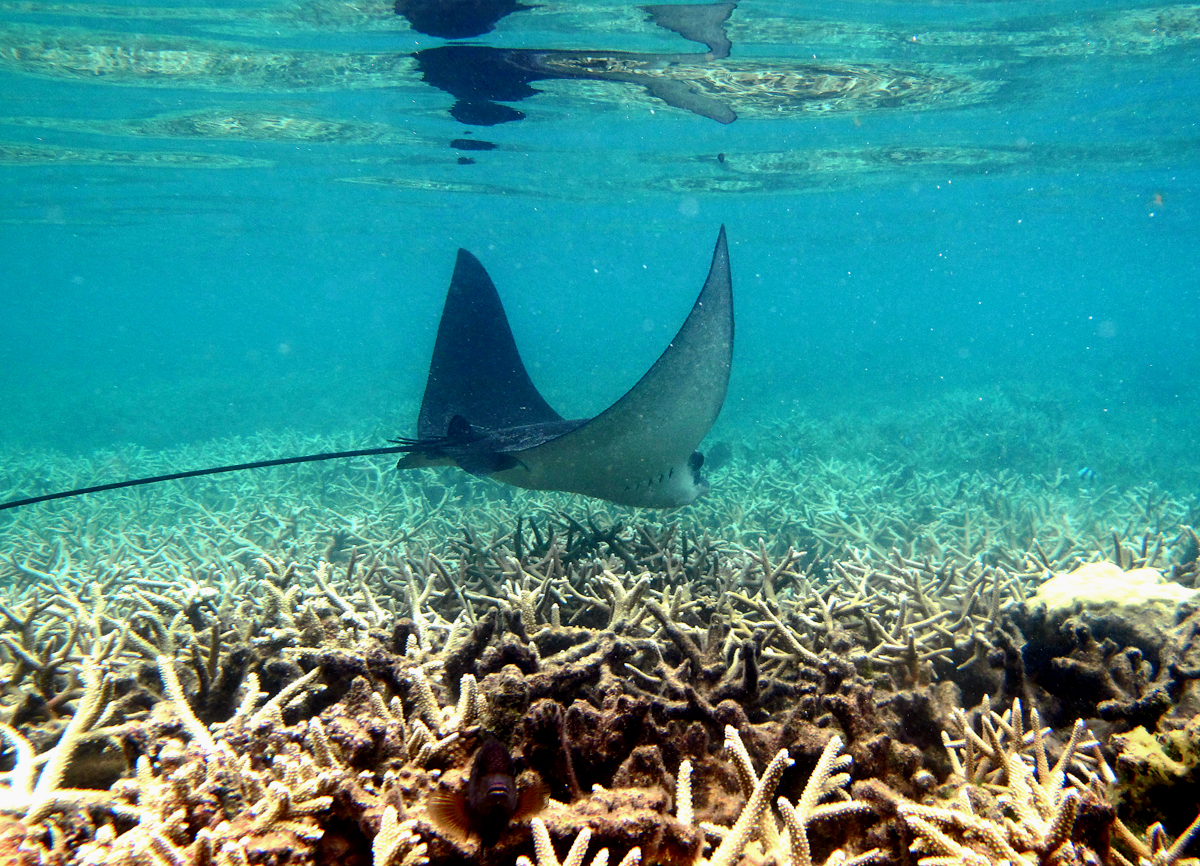
Myliobatis aquila
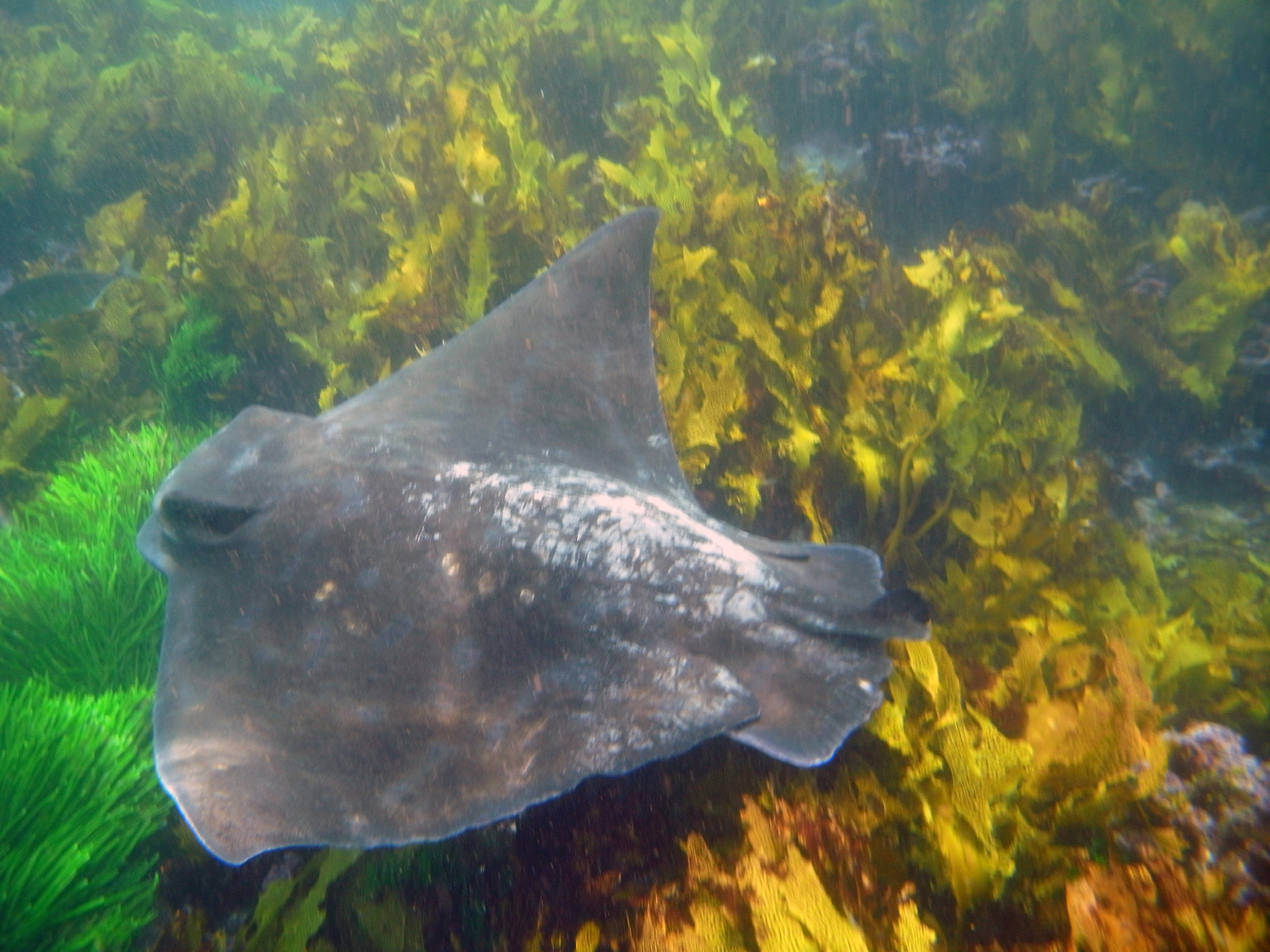
Myliobatis australis
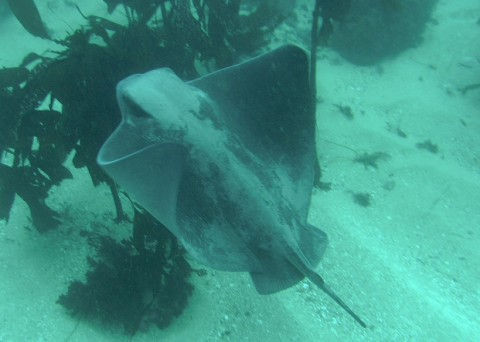
Myliobatis californica
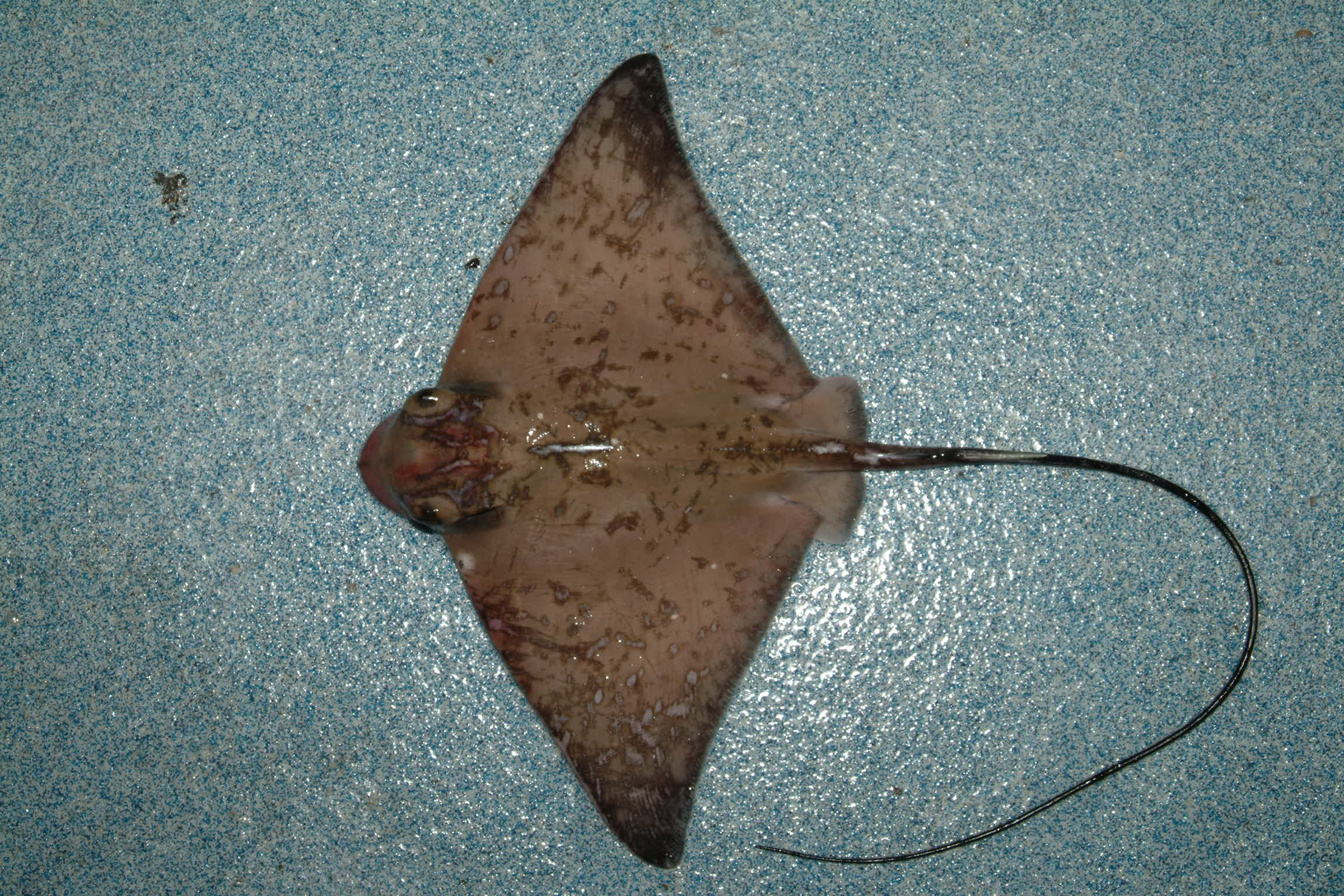
Myliobatis freminvillii
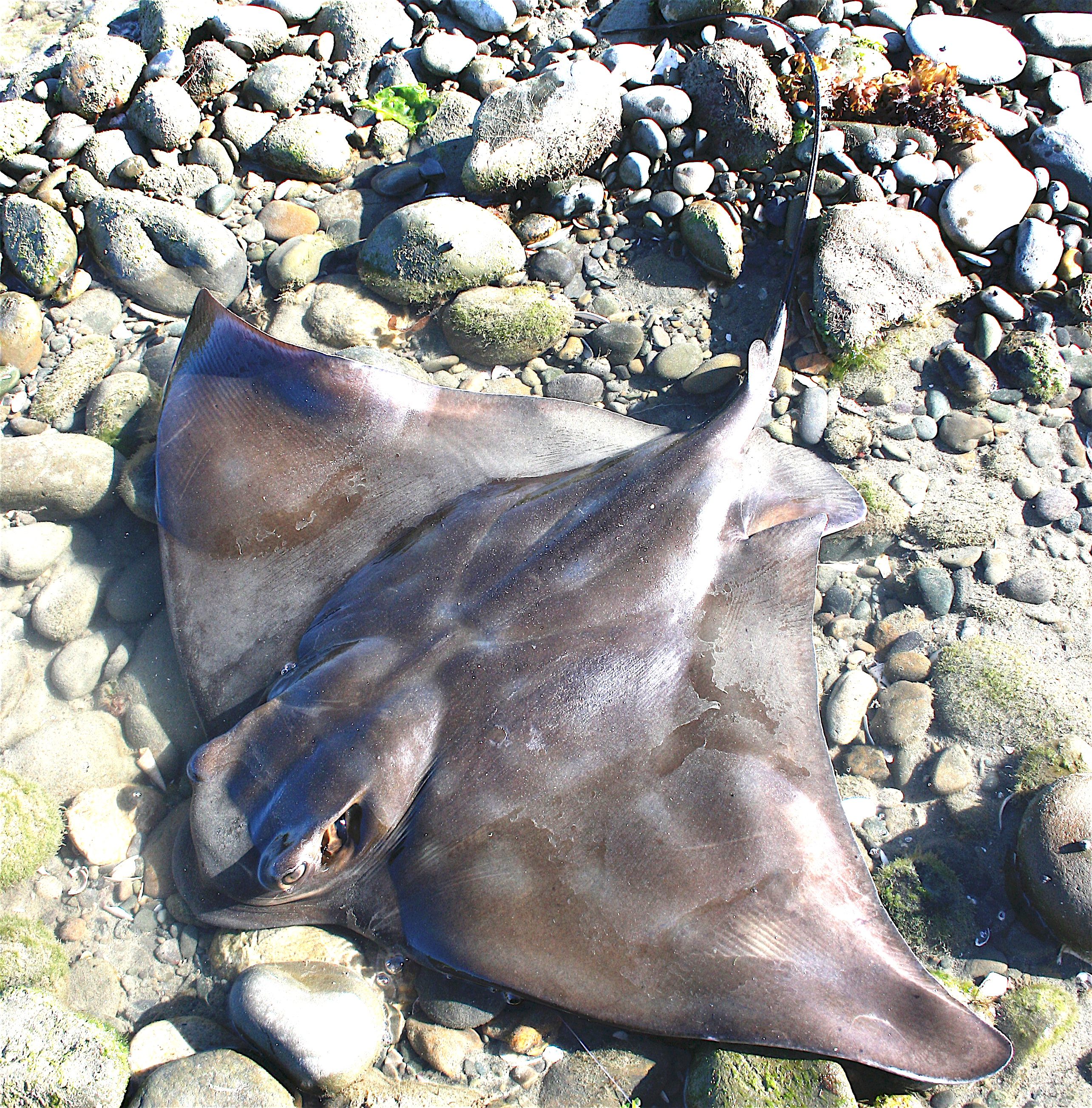
Myliobatis tenuicaudatus
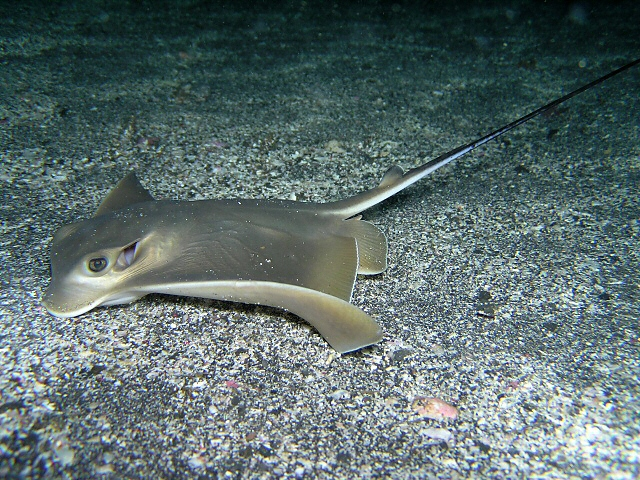
Myliobatis tobijei